# Fátima Ptacek

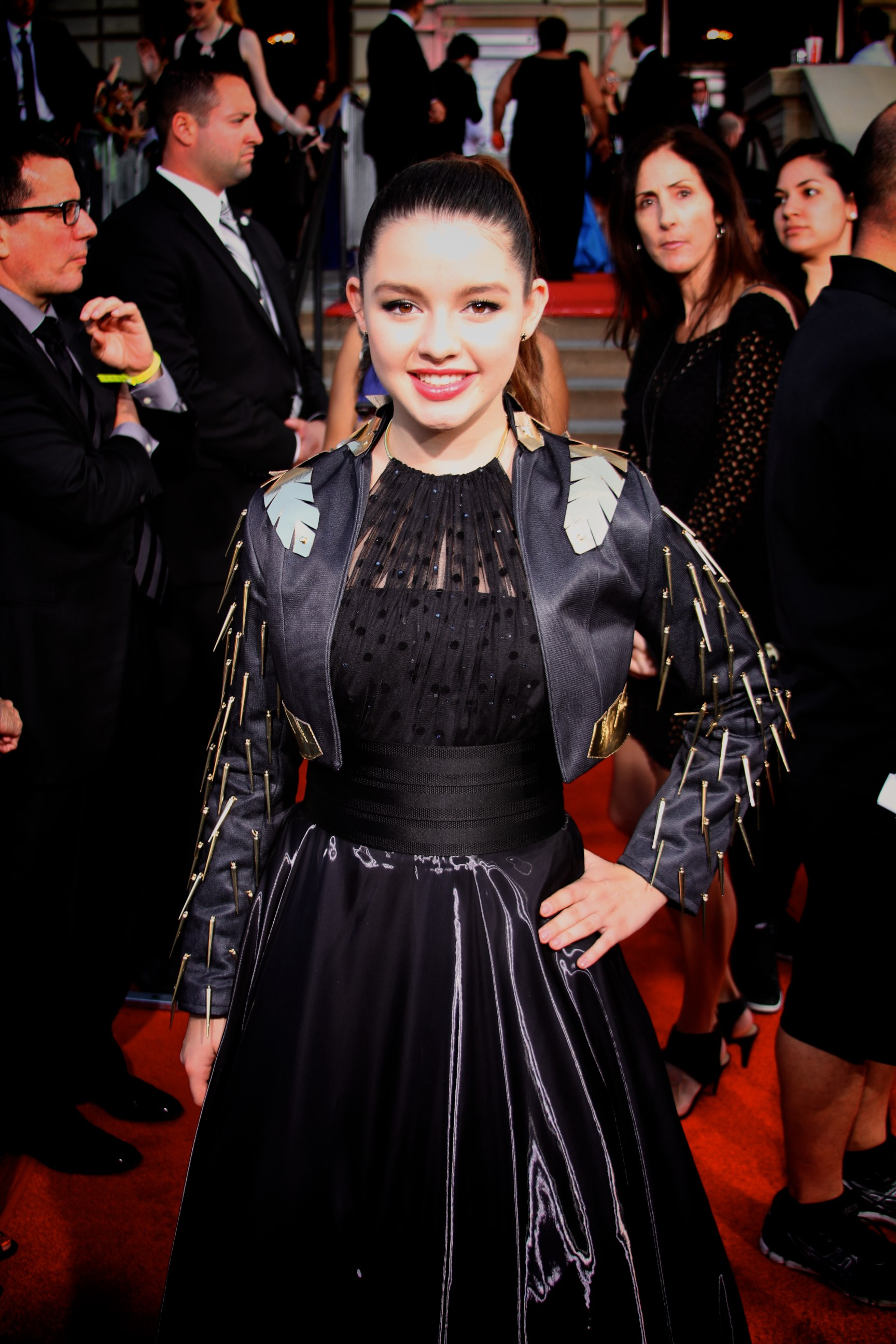
Fátima Ptacek 2014

Fátima Ptacek (* 20. August 2000) ist eine US-amerikanische Schauspielerin und Model.

## Leben
Fátima Ptacek wurde im Jahr 2000 in den USA geboren. Ihre Eltern sind ein Polizist im Ruhestand und ehemalige Buchhalterin. Ihr Vater hat norwegische, tschechoslowakische, irische und kolumbianische Wurzeln und ihre Mutter stammt aus Ecuador. Sie hat drei Brüder und eine Schwester. Ptacek besuchte in New York City eine Schule für Hochbegabte.
Sie spricht Englisch und Spanisch fließend und erlernte Mandarin.

## Karriere
Zu Beginn ihrer Karriere arbeitete Ptacek als Kindermodel für verschiedene Kampagnen, unter anderem von Ralph Lauren und Benetton, die in Zeitschriften erschienen. Sie lief auf dem Laufsteg für Modedesigner, die ihre Kollektionen in Paris, New York, Miami oder Los Angeles präsentierten. Anschließend sah man sie unter anderem in Werbespots von McDonald’s. Bereits im Alter von fünf Jahren hatte sie ein Jahreseinkommen von 250.000 US-Dollar.
Ab dem Jahr 2006 verlieh sie in der animierten Fernsehproduktion Miss Lori and Hooper einem Charakter ihre Stimme. Zu Beginn ihrer Schauspielkarriere stand sie für den 2008 erschienenen Kurzfilm One Last Beast vor der Kamera. 2009 folgte ein Auftritt in dem Kurzfilm Speed Grieving, zwei Auftritte in Saturday Night Live und eine Szene neben Catherine Zeta-Jones in der Filmkomödie Lieber verliebt. Im Jahr 2009 war sie zudem neben Michelle Obama in der Fernsehserie Sesamstraße zu sehen und haben seitdem eine Brieffreundschaft. Anschließend folgten Auftritte in den Fernsehserien Royal Pains, Body of Proof und A Gifted Man. Ab dem Jahr 2012 verlieh sie dem Hauptcharakter Dora in der gleichnamigen Zeichentrickserie Dora, dem Fernsehfilm Dora’s Royal Rescue und der von 2014 bis 2017 produzierten Nachfolgeserie Dora and Friends: Into the City! ihre Stimme. Im selben Jahr spielte sie die Hauptrolle in dem oscarprämierten Kurzfilm Curfew von Shawn Christensen, der sie in einer Morgenshow gesehen hatte und eine Woche später traf, um über diese Rolle zu sprechen. Ihre schauspielerische Leistung wurde mit positiven Kritiken wie „erinnerungswürdig“ und „beeindruckend“ bedacht.
Für ihre Nebenrolle in dem Film Tio Papi wurde sie bei den 35. Young Artist Awards 2014 mit dem Young Artist Award als beste junge Nebendarstellerin ausgezeichnet.

## Filmografie (Auswahl)
- 2006: Miss Lori and Hooper (Fernsehserie)
- 2008: One Last Beat (Kurzfilm)
- 2009: Speed Grieving (Kurzfilm)
- 2009: Saturday Night Live (Fernsehserie, zwei Folgen)
- 2009: Lieber verliebt (The Rebound)
- 2009: Sesamstraße (Fernsehserie, Folge 40x01 Frankly, It’s a Habitat)
- 2010: Royal Pains (Fernsehserie, Folge 2x09 Die wundersame Welt der Liebe)
- 2011: Body of Proof (Fernsehserie, Folge 1x08 Die Hand des Mörders)
- 2012: A Gifted Man (Fernsehserie, Folge 1x13 Rache)
- 2012–2014: Dora (Dora the Explorer, Fernsehserie, Stimme)
- 2012: Dora’s Royal Rescue (Fernsehfilm, Stimme)
- 2012: Curfew (Kurzfilm)
- 2013: Tio Papi
- 2013: Anything is Possible
- 2014–2017: Dora and Friends: Into the City! (Fernsehserie, Stimme)
- 2014: Before I Disappear
- 2021: Coast